# Diaprysius
Diaprysius es un género de escarabajos de la familia Leiodidae. Fue descrito por Fleming en 1821.

## Especies
- Diaprysius caudatissimus
- Diaprysius caudatus
- Diaprysius ducailari
- Diaprysius fagei
- Diaprysius fagniezi
- Diaprysius gezei
- Diaprysius mazaurici
- Diaprysius serullazi
- Diaprysius sicardi